# Phanodesta ishowi
Phanodesta ishowi là một loài bọ cánh cứng trong họ Trogossitidae. Loài này được Germain miêu tả khoa học năm 1901.